# Peter Norbeck
Peter Norbeck (ur. 27 sierpnia 1870, zm. 20 grudnia 1936) – amerykański prawnik i polityk z Dakoty Południowej związany z Partią Republikańską.
W latach 1915–1916 był wicegubernatorem stanu Dakota Południowa, a w latach 1917–1921 pełnił funkcję gubernatora tego stanu. W 1920 roku został wybrany do Senatu Stanów Zjednoczonych, gdzie zasiadał od 4 marca 1921 roku do śmierci 20 grudnia 1936 roku.
Przyczynił się znacznie do rozwoju turystyki w Dakocie Południowej, w regionie Black Hills. W dużej mierze dzięki jego wysiłkom powstał pomnik narodowy Mount Rushmore. Jego imieniem i nazwiskiem nazwano krajową drogę krajobrazową Peter Norbeck Scenic Byway.